# Kanton Châtenay-Malabry
Kanton Châtenay-Malabry is een kanton van het Franse departement Hauts-de-Seine. Kanton Châtenay-Malabry maakt deel uit van het arrondissement Antony en telde 81.730 inwoners in 2017.

Het werd gewijzigd bij decreet van 24 februari 2014, met uitwerking in maart 2015.

## Gemeenten
Het kanton Châtenay-Malabry omvatte tot 2014 enkel een deel van de gemeente Châtenay-Malabry.
Vanaf 2015 omvat het volgende 3 gemeenten:
- Châtenay-Malabry
- Le Plessis-Robinson
- Sceaux